# Berri and Barmera
Berri and Barmera är en region i Australien. Den ligger i delstaten South Australia, omkring 190 kilometer öster om delstatshuvudstaden Adelaide. Antalet invånare är 10 611.
Följande samhällen finns i Berri and Barmera:
- Berri
- Barmera
- Monash
- Loveday
- Winkie

Omgivningarna runt Berri and Barmera är i huvudsak ett öppet busklandskap. Runt Berri and Barmera är det ganska glesbefolkat, med 22 invånare per kvadratkilometer. Genomsnittlig årsnederbörd är 299 millimeter. Den regnigaste månaden är februari, med i genomsnitt 67 mm nederbörd, och den torraste är oktober, med 7 mm nederbörd.